# Nuttallia nuttallii
Nuttallia nuttallii är en musselart som först beskrevs av Conrad 1837.  Nuttallia nuttallii ingår i släktet Nuttallia och familjen Psammobiidae. Inga underarter finns listade i Catalogue of Life.